# Warnstorfia purpurascens
Warnstorfia purpurascens là một loài rêu trong họ Amblystegiaceae. Loài này được Schimp. Loeske mô tả khoa học đầu tiên năm 1907.